# Schach-Magazin 64
Das Schach-Magazin 64 ist eine deutsche Schachzeitschrift, die seit 1979 erscheint. 1992 wurde die traditionsreiche Schachzeitschrift Schach-Echo übernommen.
Chefredakteur ist von Beginn an der Internationale Meister Otto Borik.
Bis Ende 2006 erschien das Schach-Magazin 64 alle zwei Wochen mit einem Umfang von 24 Seiten, seit Januar 2007 erscheint es monatlich mit einem Umfang von 52 Seiten. Herausgeber ist der Verlag Carl Ed. Schünemann aus Bremen.
Schwerpunkt sind Berichte über aktuelle Turniere die, bis Ende 2009, mit Schwarzweißfotos illustriert wurden. Seit der Ausgabe Januar 2010 erscheint das Heft durchgängig in Farbe. Außerdem gibt es regelmäßige Rubriken wie „Test&Training“ und „Kombinationen“, die sich an Vereinsspieler richten, die ihre Spielstärke verbessern wollen. Von der im Juni 2010 eingeführten Rubrik „Schachschule 64“ sind bis Ende 2020 127 Folgen erschienen.